# جون باتريك باري
جون باتريك باري هو سياسي كندي، ولد في 23 ديسمبر 1892 في كندا، وتوفي في 17 أغسطس 1946 في كندا. حزبياً، نشط في الحزب الليبرالي الكندي. وقد انتخب عضو مجلس العموم الكندي.